# Хоу Ифань
Хо́у Ифа́нь (кит. упр. 侯逸凡, пиньинь Hóu Yìfán англ.о файле, род. 27 февраля 1994) — китайская шахматистка, 13-я чемпионка мира (2010—2012, 2013—2015, 2016—2017), трёхкратная победительница женских командных чемпионатов мира в составе команды КНР (2007, 2009, 2011). Одна из трёх чемпионок мира (Елизавета Быкова, Се Цзюнь и Хоу Ифань), которым удавалось после перерыва возвращать себе шахматную корону.
Имеет наивысший рейтинг ФИДЕ среди женщин.

## Начало карьеры
Хоу Ифань научилась играть в шахматы в возрасте шести лет. В 10 лет она переехала в Пекин, где начала заниматься шахматами в национальном центре шахмат Китая. Её тренером стал гроссмейстер Е Цзянчуань. В 2003 году Хоу Ифань выиграла чемпионат мира по шахматам среди девочек до 10 лет в Халкидики. набрав 9,5 очков из 11. В 2004 году на чемпионате мира среди мальчиков до 10 лет разделила 1—3 места, но по результатам тай-брейка заняла 3-е место.
В июле 2005 года на женском чемпионате Китая Хоу Ифань выполнила первую гроссмейстерскую норму для женщин. В мае—июне 2006 года на шахматной Олимпиаде в Турине играла за женскую сборную Китая на третьей доске, набрала 11 очков из 13 и выполнила вторую норму гроссмейстера среди женщин. В это время Хоу Ифань было 12 лет и три месяца, она стала самой юной в истории шахмат гроссмейстером среди женщин. Официально звание было присвоено в январе 2007 года на Президентском Совете ФИДЕ в Анталье.
В 2007 году Хоу Ифань в возрасте 13 лет стала самой юной в истории чемпионкой Китая среди женщин.
В турнире «Аэрофлот опен 2007» в Москве Хоу Ифань набрала 3,5 очка из 9.
В 2007 году на турнире в Вейк-ан-Зее Хоу Ифань заняла пятое место в группе C.

## 2008 год
В 2008 году на турнире в Вейк-ан-Зее Хоу Ифань набрала 6 очков из 13 (+3-4=6, перформанс — 2598), поделила 7—10 места в группе B.
В феврале 2008 года участвовала в турнире «Аэрофлот опен» в Москве. Она набрала 4,5 очка из 9 (перформанс — 2605), заняла 31-е место и выполнила первую норму гроссмейстера (среди мужчин).
С 10 по 20 марта 2008 года в Стамбуле состоялся женский шахматный турнир (Bank Atatürk International Women Masters). Хоу Ифань выиграла его, набрав 7 очков из 9 (+5-0=4) при перформансе 2674.
В июне 2008 года во второй раз выиграла чемпионат Китая по шахматам среди женщин.

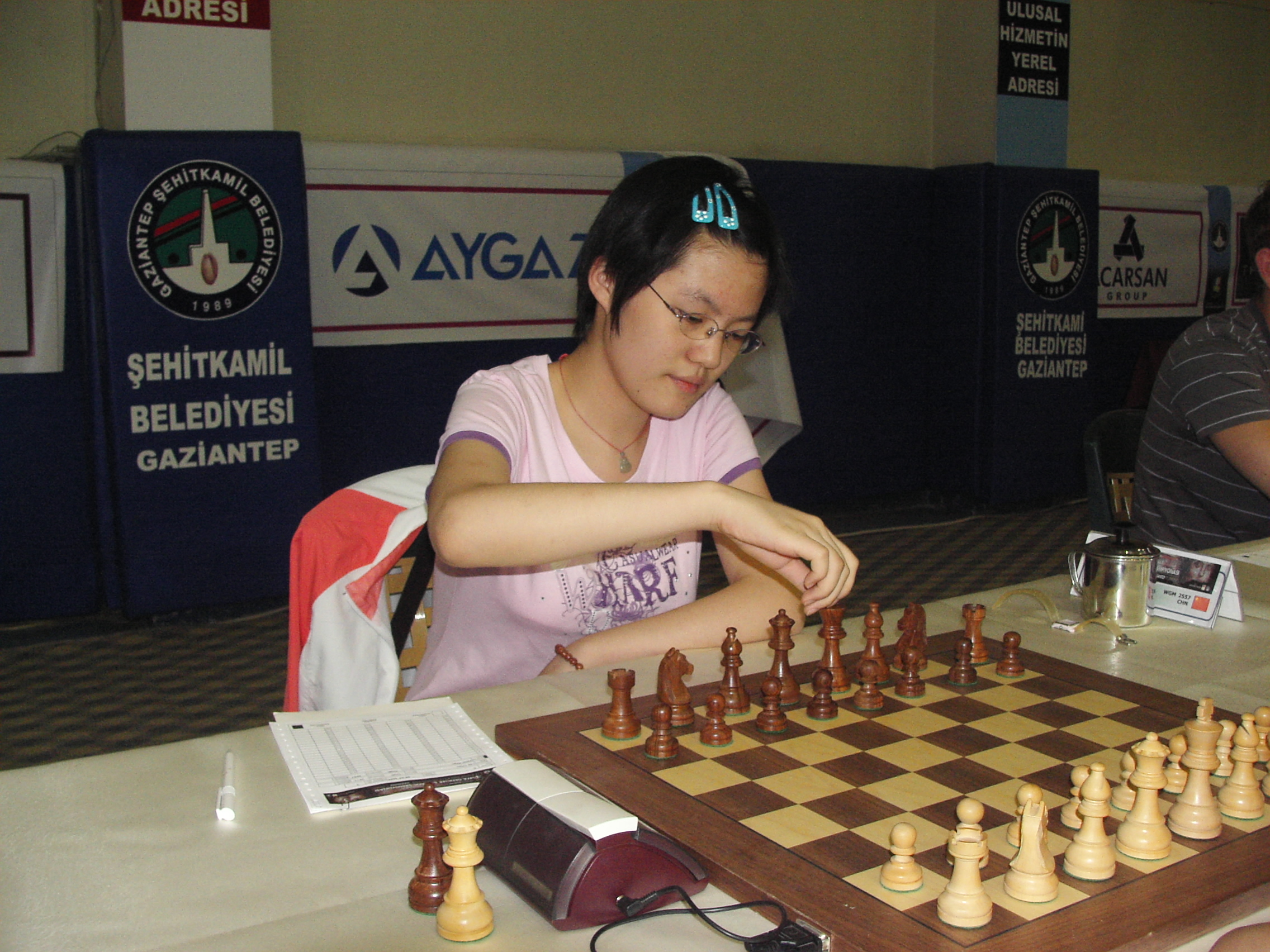
Август 2008. Чемпионат мира среди юношей в Газиантепе.

Хоу Ифань принимала участие в чемпионате мира среди юношей (до 20 лет), который проводился в Газиантепе 2—16 августа 2008 года. Хоу Ифань разделила 3—7 места, набрав 9 очков из 13 (перформанс — 2661). Хоу Ифань второй раз выполнила норму гроссмейстера (среди мужчин).

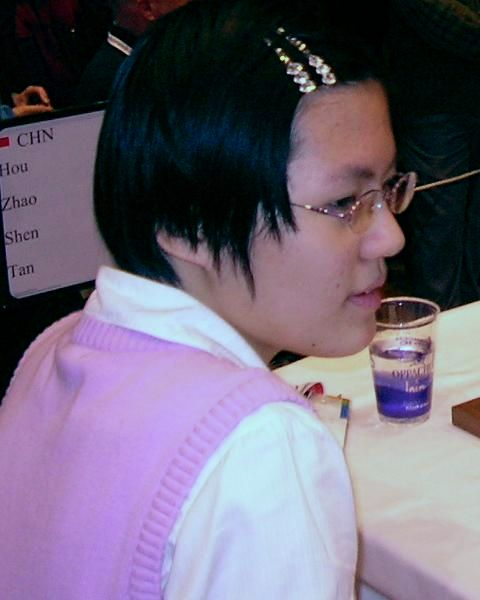
Ноябрь 2008. Шахматная олимпиада в Дрездене.

С 28 августа по 18 сентября 2008 года Хоу Ифань принимала участие в чемпионате мира среди женщин. Чемпионат проводился в Нальчике по кубковой системе. В первом раунде Хоу Ифань со счётом 2:0 обыграла Мону Халед. Во втором раунде со счётом 2:0 обыграла Бат Монгонтуул. В третьем раунде встречалась с Еленой Сединой. Основной матч с классическим контролем времени закончился со счётом 1:1. Обе дополнительные партии в быстрые шахматы выиграла Хоу Ифань. Общий счёт в матче Хоу Ифань — Седина 3:1. В четвёртом раунде со счётом 1½:½ обыграла Лилит Мкртчян. В пятом раунде встречалась с Хампи Конеру. Хампи Конеру имела самый высокий рейтинг (2622) среди всех участниц чемпионата. Основной матч закончился со счётом 1:1. В быстрые шахматы закончился также 1:1, после чего состоялся матч в блиц, где обе партии выиграла Хоу Ифань. Выиграв матч у Хампи Конеру с общим счётом 4:2, Хоу Ифань вышла в финал женского чемпионата мира. Там она встретилась с Александрой Костенюк, где проиграла со счётом 1½:2½ (+0-1=3).
С 12 по 25 ноября 2008 года в Дрездене проводилась Всемирная шахматная олимпиада. Хоу Ифань играла за сборную Китая на первой доске. Она набрала 7,5 (+5-1=5) очков из 11 при перформансе 2563, третье место среди первых досок, после Майи Чибурданидзе и Марты Бакеро. Женская сборная Китая заняла 7-е место.
Одновременно с шахматной олимпиадой в Дрездене проходил Конгресс ФИДЕ, на котором Хоу Ифань было официально присвоено звание гроссмейстера. Она стала самой молодой (14 лет 6 месяцев) шахматисткой в истории, которая стала гроссмейстером среди мужчин. В момент присвоения звания Хоу Ифань была самым молодым гроссмейстером как среди женщин, так и среди мужчин.

## 2009 год
В 2009 году на турнире в Вейк-ан-Зее Хоу Ифань набрала 6 очков из 13 (+3-4=6, перформанс — 2619) и поделила 9—10 места в группе B.
С 5 по 20 марта 2009 года в Стамбуле проводился первый турнир из серии «ФИДЕ Гран При» для женщин. Хоу Ифань набрала 8 очков из 11 (+6-1=4) и поделила 2—3 места с Эллиной Даниелян. Первое место завоевала индийская шахматистка Хампи Конеру, которая нанесла единственное поражение Хоу Ифань.
С 13 по 23 мая 2009 года Хоу Ифань принимала участие в открытом чемпионате Азии среди мужчин. Турнир проводился в Субик-Бей Фри Порт. Хоу Ифань набрала 7,5 очков из 11 (+5-1=5) и поделила 3—8 места (7-е место по дополнительным показателям).

## 2010 год
С 2 по 25 декабря 2010 года Хоу Ифань принимала участие в чемпионате мира среди женщин. Чемпионат проводился в Антакье по кубковой системе.
В первом раунде Хоу Ифань со счётом 2:0 обыграла Карлу Эредиа Серрано (исп. Carla Heredia Serrano). Во втором раунде со счётом 1½:½ обыграла Марину Романько. В третьем раунде встречалась с Чжу Чэнь (шахматисткой китайского происхождения, которая представляет Катар). Основной матч закончился со счётом 1:1 — соперницы выиграли по одной партии. В двух дополнительных партиях в быстрые шахматы Хоу Ифань выиграла белыми, сделала ничью чёрными и вышла в четвёртый круг чемпионата. Общий счёт в матче — 2½:1½.
В четвёртом раунде Хоу Ифань со счётом 1½:½ обыграл Екатерину Лагно. В пятом раунде встречалась с Хампи Конеру, которая опять имела самый высокий рейтинг (2600) среди всех участниц чемпионата. Хоу Ифань выиграла белыми и сделала ничью чёрными и второй раз подряд вышла в финал чемпионата мира.
В финале встретилась со своей соотечественницей — Жуань Люфэй, которая в третьем круге победила действующую (на тот момент) чемпионку мира Александру Костенюк. Четыре партии финального матча с классическим контролем времени (90 минут на 40 ходов, затем 30 минут до конца партии с добавлением 30 секунд за каждый ход, начиная с первого) закончились с общим счётом 2:2. В четырёх дополнительных партиях по быстрым шахматам (25 минут на всю партию партии с добавлением 10 секунд за каждый ход, начиная с первого) Хоу Ифань выиграла две партии белыми и сделала две ничьи чёрными. Выиграв финальный матч с общим счётом 5:3, Хоу Ифань стала чемпионкой мира по шахматам в 16 лет. Она стала самой молодой в истории чемпионкой мира по шахматам. До неё самой молодой чемпионкой мира была Майя Чибурданидзе, которая завоевала титул в матче против Ноны Гаприндашвили в Пицунде в 1978 году в возрасте 17 лет.
Финальный матч чемпионата мира по шахматам 2010 года:
| № | Участницы   | Рейтинг | 1 | 2 | 3 | 4 | Б1 | Б2 | Б3 | Б4 | + | = | − | Очки |
| - | ----------- | ------- | - | - | - | - | -- | -- | -- | -- | - | - | - | ---- |
| 1 | Хоу Ифань   | 2591    | ½ | 1 | ½ | 0 | ½  | 1  | ½  | 1  | 3 | 4 | 1 | 5    |
| 2 | Жуань Люфэй | 2480    | ½ | 0 | ½ | 1 | ½  | 0  | ½  | 0  | 1 | 4 | 3 | 3    |

Передача почётного кубка «Каисса» как лучшей шахматистке, 2010

Четырёхкратный обладатель и победитель почётной премии ФИДЕ Caissa award 2010, 2011, 2013, 2014 в качестве лучшей шахматистки года. Шахматный Оскар «Каисса», разработанный и изготовленный мастерами Классического ювелирного Дома «Лобортас», был торжественно вручен в рамках 40-й шахматной олимпиады в Стамбуле 2 сентября 2012 года во время заседания Комиссии по женским шахматам при участии председателя Сьюзен Полгар.

## 2015 год
Получила приглашение и приняла участие в турнире Вейк-ан-Зее, проходившем с 15 по 25 января и заняла в итоге 11 место из 14 участников. Хоу Ифань одержала одну победу над Баадуром Джобавой, проиграла четыре партии и восемь закончила вничью.
Выиграв серию Гран-при 2013-14, Хоу Ифань получила возможность участвовать в матче с победительницей чемпионата мира по нокаут-системе в Сочи, на который она не поехала из-за турнира на Гавайях. Хоть она отказалась от защиты чемпионского титула, у неё осталась возможность вернуть его в октябре 2015 года.
Турнир в Сочи был запланирован на октябрь 2014 года, но из-за финансовых сложностей был перенесён на полгода.

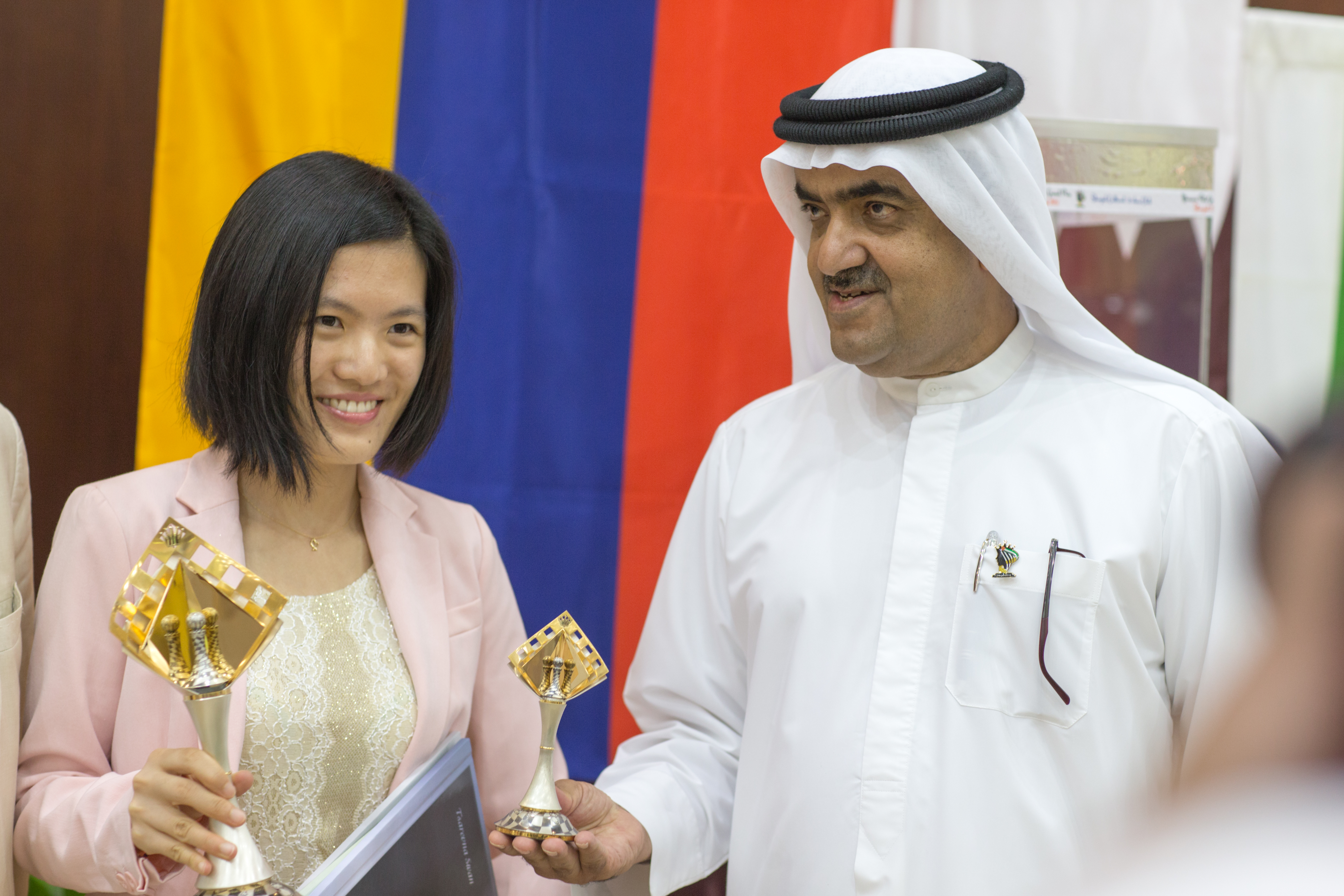
Торжественная церемония награждения кубком Гран-При

На заключительном этапе Серии Гран-При 2013—2014 в Шардже были представлены официальные награды турнира — большой и малый кубки Гран-При, разработанные и изготовленные Классическим ювелирным Домом «Лобортас». Как победительница Серии 2013—2014, Хоу Ифань торжественно была награждена малым кубком во время официальной церемонии закрытия турнира.

## 2017 год
В Tradewise Gibraltar Chess Festival 2017 Хоу Ифань финишировала с результатом 6 очков из 10. Победителем турнира стал Хикару Накамура.
В финальном туре она играла с индийским гроссмейстером Бабу Лалит и сдалась после 5-го хода, выразив протест против несправедливой жеребьёвки. Она была недовольна тем, что в 9 партиях у неё было 7 соперниц, причём женщин в турнире участвовало втрое меньше мужчин. Она заявила, что хочет в будущем играть на равных только с мужчинами.

## Изменения рейтинга
| Графики недоступны из-за технических проблем. См. информацию на Фабрикаторе и на mediawiki.org. |

|            |         | Места        | Места                   |
| Дата       | Рейтинг | Среди женщин | Среди шахматисток Китая |
| ---------- | ------- | ------------ | ----------------------- |
| 01.01.2008 | 2527    | 5            | 2                       |
| 01.04.2008 | 2549    | 4            | 2                       |
| 01.07.2008 | 2557    | 4            | 2                       |
| 01.10.2008 | 2578    | 3            | 1                       |
| 01.01.2009 | 2571    | 3            | 1                       |
| 01.01.2010 | 2590    | 3            | 1                       |
| 01.01.2011 | 2602    | 3            | 1                       |
| 01.01.2012 | 2605    | 2            | 1                       |
| 01.01.2013 | 2603    | 2            | 1                       |
| 01.01.2014 | 2629    | 2            | 1                       |
| 01.01.2015 | 2673    | 2            | 1                       |
| 01.01.2016 | 2673    | 1            | 1                       |
| 01.01.2017 | 2651    | 1            | 1                       |
| 01.01.2018 | 2680    | 1            | 1                       |

## Жизнь вне шахмат
В 2012 году поступила в Пекинский университет. В 2017 году ей была присуждена Стипендия Родса, с 2018 года училась в Оксфордском университете. В 2020 году стала самым молодым профессором Шэньчжэньского университета.